# Southside (Alabama)
Southside é uma cidade localizada no estado americano de Alabama, no Condado de Calhoun e Condado de Etowah.

## Demografia
Segundo o censo americano de 2000, a sua população era de 7036 habitantes.
Em 2006, foi estimada uma população de 8118, um aumento de 1082 (15.4%).

## Geografia
De acordo com o United States Census Bureau, a localidade tem uma área de 49,5 km², dos quais 49,0 km² cobertos por terra e 0,5 km² cobertos por água.

## Localidades na vizinhança
O diagrama seguinte representa as localidades num raio de 24 km ao redor de Southside.